# 여주 이씨 옥산문중 유묵 - 원조오잠, 사산오대
여주이씨 옥산문중 유묵 - 원조오잠, 사산오대(驪州李氏 玉山門中 遺墨 - 元朝五箴, 四山五臺)는 대한민국 경상북도 경주시에 있는 조선시대의 서예 작품이다. 2006년 9월 1일 대한민국의 보물 제526-2호로 지정되었다.

## 개요

### 원조오잠(元朝五箴)
'원조오잠'은 회재(晦齋) 이언적(李彦迪)이 27세 때 지은〔외천잠(畏天箴)〕,〔양심잠(養心箴)〕, 〔경신잠(敬身箴)〕, 〔개과잠(改過箴)〕, 〔독지잠(篤志箴)〕을 퇴계(退溪) 이황(李滉)이 읽고 크게 감명을 받아 평소 잊지 못하여 오던 중 이언적의 아들 이전인(李全仁,1516∼1568,號 潛 溪)의 요청에 의하여 쓴 것으로 전하고 있다. 이러한 내용은 10폭에 적혀 있는 이황의 발문에 보이나 여기에는 잠계 이전인의 요청에 의해서 썼다는 기록은 없고 끝에 '후학 이황 근서(後學 李滉 謹書)'라고 쓴 묵적이 선명히 남아 있다. '원조오잠'은 퇴계가 회재의 학문과 사상을 어떻게 보고 영향을 받았는가 하는 점을 기념물적인 친필로 남겼다는 점에서 중요한 가치가 있다.
‘원조오잠’은 광폭의 닥종이에 매폭 6행(行), 1행 16자(字), 자경(字徑) 약 8cm 해서(楷書)로 쓴 것이다. 발문은 4행(行), 자경 약 4cm 미만의 해 행서체로서 글씨는 분방하거나 과장된 또는 거칠거나 연미한 필서가 전혀 없고, 단중여아(端重與雅)하여 순정한 원칙을 지키는 도학자의 풍모가 그대로 투영된 대표적 유묵(遺墨)이라고 할 수 있겠다. 퇴필(退筆)의 특징은 송설체(松雪體)의 유려한 필법 위에 왕희지 부자의 굳세고 단정한 필법을 보탠 것이라고 김인후는 전별시에서 언급하였는데, '원조오잠'은 이러한 퇴묵(退墨)의 전형적인 예에 속한 것이다.

### 사산오대(四山五臺)
이언적은 1530년 이안로(金安老)의 등용을 반대하다가 좌천되자 관직을 그만 두고 귀향한 뒤, 이듬해 자옥산 기슭에 독락당(獨樂堂) 등의 옥산 정사를 짓고 주위의 승경(勝景)을 명명하였다(소위 '사산오대'). 이들 글씨는 그중 자옥산(紫玉山)·용추(龍湫)·귀영대(歸詠臺)·징심대(澄心臺)·세심대(洗心臺)·탁영대(濯纓臺)·관어대 (觀魚臺) 7곳의 명칭을 대자(大字)로 써서 축장(軸粧)한 것들로, 회재의 아들 이전인(李全仁)이 '원조오잠'의 글씨를 받을 때 이 대자 편액서도 함께 받은 것으로 추정된다.
퇴계의 대자서(大字書) 편액(扁額)은 도산서원의〔역락서재(亦樂書齋)〕, 안동(安東) 광산김씨 (光山金氏) 예안공(禮安公) 종택(宗宅)의〔후조당(後彫堂)〕,〔읍청정(揖淸亭)〕, 도산의〔월천서당(月川書堂)〕, 예천의〔선몽대(仙夢臺)〕등 대표적인 것이 많다. 그러나 서각(書刻)을 한 편액은 존재해도 그 원본의 필적이 다 전하는 것은 아닌데, 독락당의 '사산오대'는 대자 편액서가 고스란히 전한다는 점에서 큰 가치가 있다고 할 것이다.

## 참고 자료
- 여주 이씨 옥산문중 유묵 - 원조오잠, 사산오대 - 국가유산청 국가유산포털